# Hans von Hebra

Hans von Hebra

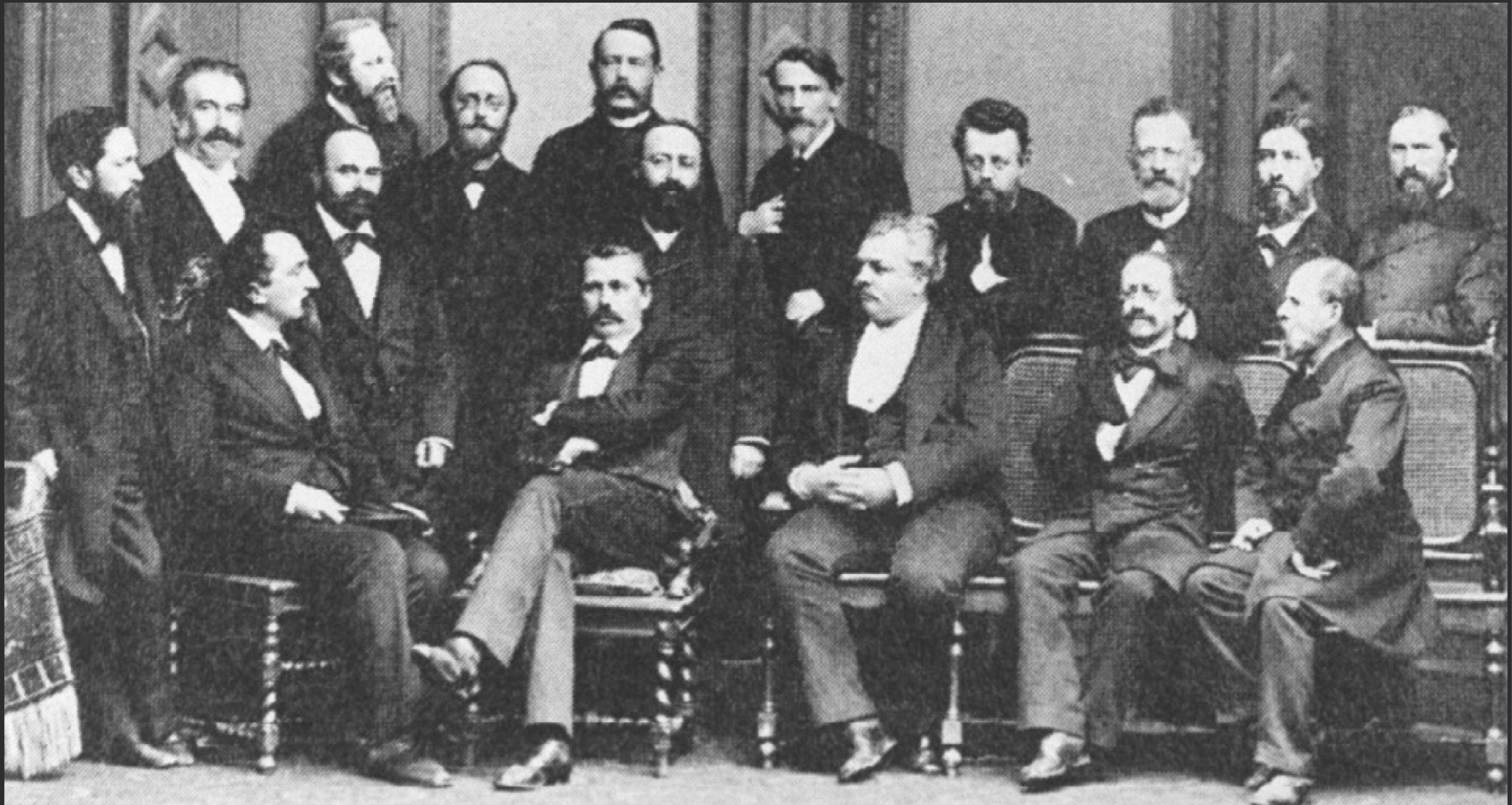
Die Abteilungsvorstände der Allgemeinen Poliklinik in Wien um 1885.
Von links, sitzend:
Alois Monti, Johann Schnitzler, Robert Ultzmann, Jakob Hock, Samuel Siegfried Karl von Basch;
von links stehend:
August Leopold von Reuss, Emil Stoffella, Wilhelm Winternitz, Leopold Oser, Anton von Frisch, Hans von Hebra, Ludwig Fürth, Moriz Benedikt, Viktor Urbantschitsch, Max Herz, Anton Wölfler, Ludwig Bandl

Hans von Hebra (* 24. Mai 1847 in Wien; † 13. April 1902 ebenda) war ein österreichischer Dermatologe. Er war der Sohn des Ferdinand von Hebra, der als der Begründer der sogenannten neuen Wiener Schule der Dermatologie galt.

## Leben
Hans von Hebra wurde 1870 zum Doktor der Medizin promoviert. Dem Vorbild seines Vaters folgend, wandte er sich den Spezialfächern für Dermatologie und Syphilis zu und trat zunächst in das Wiener Allgemeine Krankenhaus ein. 1876 besuchte er verschiedene Kliniken im Ausland. In der Folge war er als Privatdozent an der Universität Wien tätig, wo er seine Vorlesungen in deutscher, französischer und englischer Sprache hielt. 1883 wurde Hebra Vorstand der Abteilung für Hautkrankheiten und Syphilis an der Allgemeinen Poliklinik Wien. Bei der Erbauung der neuen Klinik erwarb er sich große Verdienste. Darauf folgte die Ernennung zum Primararzt des Wiedner Krankenhauses.
Hebra veröffentlichte zahlreiche Aufsätze in Fachzeitschriften und mehrere selbständige medizinische Werke, darunter ein Kurzgefasstes Lehrbuch über Hautkrankheiten. In der Mitte der Neunziger-Jahre wurde er in den Gemeinderat der Stadt Wien gewählt.
Er starb an einem Krebsleiden.
Er wurde am Hernalser Friedhof in einem ehrenhalber gewidmeten Grab bestattet.